# 綾瀬ゆかり
綾瀬 ゆかり（あやせ ゆかり、1985年7月11日 - ）は、J-OFFICEに所属していた日本の元レースクイーンである。埼玉県出身。日本女子大学卒業。

## 来歴
中学生の頃からレースクイーンに憧れ、17歳の頃からモデル業を始める。その後大学に通いながらイベントコンパニオンやレースクイーンの仕事を行う一方、芸能人女子フットサルチーム「OMIASHI」に所属しフットサル選手としても活動する。
2009年1月26日、大学卒業及び就職を機に芸能界から引退することを発表。同年3月13日の撮影会と3月15日の「2009メルシートゥフェスタ in MARCH」が表に出る最後の仕事となった。

## 人物・エピソード
- 愛称は「ゆかりん」で、元SDN48の佐藤由加理とは全くの別人。
- 高校時代はチアリーディング部に入っていた[4]一方、餃子の王将でアルバイトした経験もあった[4]。
- プライベートでは谷口真紀と仲が良く、ブログにも度々登場していた[5]。
- 引退から3年後の2012年には「東京マラソン2012」に出場。5時間30分で完走した[6]。

## 活動履歴

### 2005年
- 鈴鹿300km耐久ロードレース
- インターナショナルPokka1000km
- 東京モーターショー

### 2006年
- 大阪オートメッセ「カールソンジャパン」ブースモデル
- オートギャラリー東京
- 全日本ロードレース選手権
- SuperGT第6戦　鈴鹿1000km

### 2007年
- 東京オートサロン「コクピット和光グループ」ブースモデル[7]
- MFJスーパーバイク、moto GP他「HONEY BEE レーシングチーム」RQ
- ABC・テレビ朝日系「芸人魂!ガチレース2」（7月6日放送）アシスタント[8]
- TBS「オビラジR」美女が紹介する美女コーナー（7月26日放送）出演[9]
- 東京ゲームショウ「テクモ」ブースコンパニオン[10]
- 東京モーターショー「SUZUKI」ブースコンパニオン[11]

### 2008年
- 東京オートサロン、大阪オートメッセ「カールソンジャパン」ブースモデル
- SUPER GT「WILLCOM R&D SPORT GAL」（相方：杉本ちさき[12][13]）